# Heal the World
"Heal the World" er en sang fra Michael Jacksons Dangerous-album fra 1991. "Heal the World" er 6 minutter og 24 sekunder lang, og den er udsendt på single, lige som der er indspillet en musikvideo til nummeret.
"Heal the World" var en af de sange, Michael Jackson optrådte med ved Super Bowl XXVII, og i den forbindelse formåede han at få seertallet til at stige i pausen, hvilket aldrig før var sket.[kilde mangler]

## Musikvideo
Musikvideoen er en af de tre, Michael Jackson har lavet, hvor han ikke selv er med i. De to andre er "Cry" og "Man in the Mirror". Musikvideoen starter på et fattighjem, hvorefter den viser børn foran soldater.